# Micilus minutissimus
Micilus minutissimus is een keversoort uit de familie oevergraafkevers (Heteroceridae). De wetenschappelijke naam van de soort is voor het eerst geldig gepubliceerd in 1900 door Sahlberg.